# بلانکا والسکا
بلانکا والسکا (چکی: Blanka Waleská؛ ‏ ۱۹ مهٔ ۱۹۱۰ – ۶ ژوئیهٔ ۱۹۸۶) بازیگر اهل چکسلواکی بود.
از فیلم‌ها یا برنامه‌های تلویزیونی که وی در آن نقش داشته‌است، می‌توان به قصه‌های چاپک، باد سیمگون و پتک جادوگران اشاره کرد.